# جيليان إي. ميتزجر
جيليان إي. ميتزجر (بالإنجليزية: Gillian E. Metzger)‏ هي محامية أمريكية، ولدت في 2 أكتوبر 1965.